# Мон-де-Галье
Мон-де-Галье́ (фр. Mont-de-Galié, окс. Mont de Galièr) — коммуна во Франции, находится в регионе Юг — Пиренеи. Департамент — Верхняя Гаронна. Входит в состав кантона Барбазан. Округ коммуны — Сен-Годенс.
Код INSEE коммуны — 31369.

## География

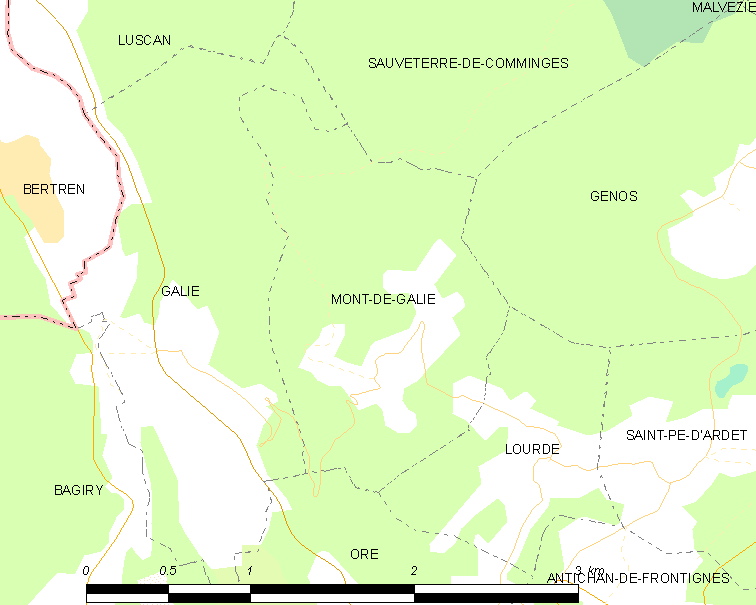
Карта коммуны

Коммуна расположена приблизительно в 670 км к югу от Парижа, в 95 км к юго-западу от Тулузы.
Более половины территории коммуны занимают леса.

## Климат
Климат умеренно-океанический. Зима мягкая и снежная, весна характеризуется сильными дождями и грозами, лето сухое и жаркое, осень солнечная. Преобладают сильные юго-восточные и северо-западные ветры.

## Население
Население коммуны на 2010 год составляло 37 человек.
| 1962 | 1968 | 1975 | 1982 | 1990 | 1999 | 2010 |
| ---- | ---- | ---- | ---- | ---- | ---- | ---- |
| 14   | 37   | 30   | 42   | 39   | 36   | 37   |

## Администрация
| Период | Период | Фамилия       | Партия | Примечания |
| ------ | ------ | ------------- | ------ | ---------- |
| 2001   | 2008   | Сюзан Мартель |        |            |
| 2008   | 2020   | Этьен Ришар   |        |            |

## Экономика
В 2010 году среди 20 человек трудоспособного возраста (15—64 лет) 10 были экономически активными, 10 — неактивными (показатель активности — 50,0 %, в 1999 году было 57,1 %). Из 10 активных жителей работали 9 человек (6 мужчин и 3 женщины), безработным был 1 мужчина. Среди 10 неактивных 1 человек был учеником или студентом, 4 — пенсионерами, 5 были неактивными по другим причинам.